# Scylaticus melanus
Scylaticus melanus là một loài ruồi trong họ Asilidae. Scylaticus melanus được Londt miêu tả năm 1992. Loài này phân bố ở vùng nhiệt đới châu Phi.